# Mureș (rivière)
Pour les articles homonymes, voir Mureș.

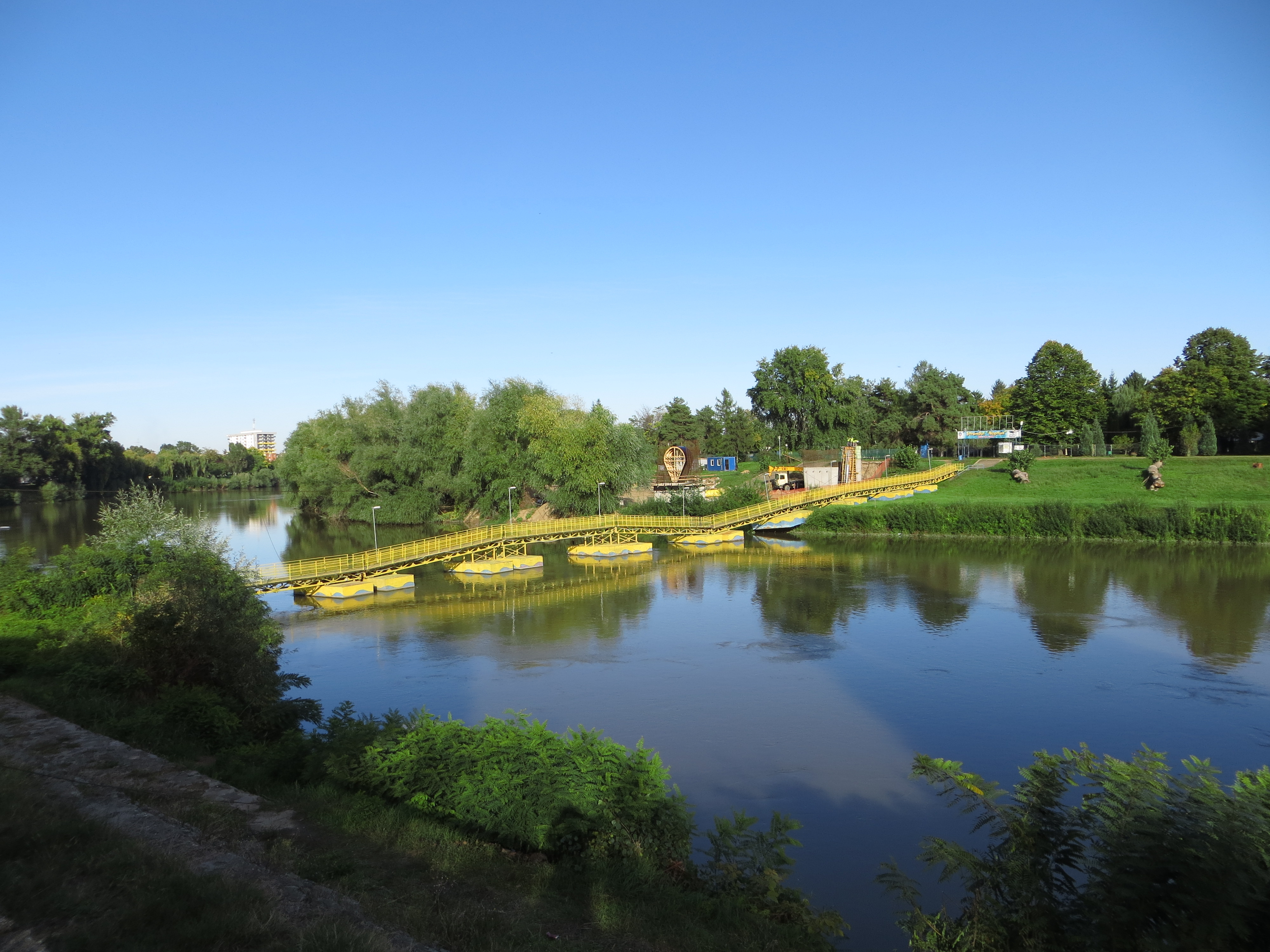
Le Mureș

Le Mureș (en roumain : Mureș, en hongrois : Maros [ˈmɒɾoʃ], en allemand : Mieresch en dace: Maris en latin : Marisus) est une rivière du bassin du moyen Danube, de près de 725 km de long, qui prend sa source à Izvoru Mureșului dans les Carpates orientales, en Roumanie. Il traverse le plateau transylvain et rejoint la Tisza à Szeged dans le sud-est de la Hongrie. C'est un sous-affluent du Danube.

## Hydronymie
Le Mureș était connu sous le nom de Marisus dans l'Antiquité. En allemand, il portait le nom de Mieresch ou Marosch chez les Saxons de Transylvanie sous les Habsbourg.

## Géographie
Le Mureș coule à travers les județ de Harghita, le Mureș, le Alba, le Hunedoara et le Arad, et à travers le comté hongrois de Csongrád. Il arrose les villes de Reghin, Târgu Mureș, Aiud, Alba Iulia, Deva, et d'Arad en Roumanie et Makó et Szeged en Hongrie.
La vallée creusée par le Mureș Il sépare le plateau de Transylvanie (au nord) du plateau de Târnave (au sud).
Les affluents de la rive droite sont : le Luț, la Lechința, le Pârâul de Câmpie, l'Arieș.
Les affluents de la rive gauche sont : la Gurghiu, la Niraj, la Sebeș, la Târnava, union de la Târnava Mare et de la Târnava Mică.